# Scelophysa steineri
Scelophysa steineri är en skalbaggsart som beskrevs av Dombrow 1999. Scelophysa steineri ingår i släktet Scelophysa och familjen Melolonthidae. Inga underarter finns listade i Catalogue of Life.